# Спасово (Хвойнинський район)
Спасово (рос. Спасово) — присілок в Хвойнинському районі Новгородської області Російської Федерації.
Населення становить 51 особу. Входить до складу муніципального утворення Миголоське сільське поселення.

## Історія
Від 2005 року входить до складу муніципального утворення Миголоське сільське поселення

## Населення
| 2009 | 2010 |
| ---- | ---- |
| 75   | ↘51  |